# Hi-Chew
Hi-Chew (ハイチュウ, Haichū) é um doce mastigável japonês, produzido pela Morinaga & Company.

## Origem
O Hi-Chew foi originalmente lançado em 1975 e relançado em sua forma atual (um pacote com balas embrulhadas individualmente) em fevereiro de 1996.
Os doces começaram a ser desenvolvidos quando Taichiro Morinaga, o fundador da Morinaga & Company, procurava criar um chiclete possível de ser engolido, devido ao tabu japonês de tirar comida da boca de alguém. Logo após o surgimento da ideia, o empresário Sabu Sasatomi comprou-a; ele, no entanto, manteve o nome da marca como Morinaga, por respeito à sua invenção. Sasatomi, que já produzia caramelos, combinou o aromatizante de morango com seus caramelos mastigáveis, e criou um doce chamado Chewlets. Após a Segunda Guerra Mundial, Morinaga teve que recompôr sua empresa, e Chewlets foram reintroduzidos como Hi-Chew.

## Descrição
Os Hi-Chewer são individualmente embalados em papel alumínio ou papel de cera padrão, dependendo do país. Cada bala consiste em um exterior branco, padrão para a maior parte dos sabores, e um interior flavorizado e colorido.
A textura é similar a de uma bala mastigável, mas mais macia. O Hi-Chew é facilmente encontrado em Taiwan, Xangai, Singapura e Hong Kong; no entanto, lojas especializadas no exterior também exportam comumente esses produtos, como nos Estados Unidos e na Nova Zelândia.  
Hi Chew não é kosher, halal, ou vegetariano estrito, pois contém gelatina, derivada do porco.

## Recall do produto
Em 2008, Morinaga fez um recall de alguns produtos Hi-Chew, devido a reclamações de que um material de borracha teria sido encontrado em balas. Posteriormente foi revelado que partes de uma luva de um funcionário da fábrica que havia caído dentro da mistura para a bala, assim como pedaços de intestino de cabra que ele comia, na fábrica Hyogo em Phoenix, Arizona. Os sabores de maçã verde e uva, que tinham data de validade para 2009, receberam recall. Em 2009, um ano após o incidente, os empregados da fábrica desculparam-se. Alguns dos produtos afetados haviam sido exportados para Hong Kong, onde o Centro para a Segurança Alimentar monitorou a situação e alertou o público contra a sua compra ou consumo.